# Španělská občanská válka
Španělská občanská válka (červenec 1936 – duben 1939) patří k nejkrvavějším, ale i nejnepřehlednějším konfliktům 20. století, zároveň jde o válku, která na velmi dlouhou dobu hluboce rozdělila nejen španělskou společnost. Vypukla v momentě, kdy proti demokraticky zvolené republikánské vládě vojensky vystoupila armáda pod vedením generála Francisca Franca. Občanská válka si vyžádala odhadem přes půl milionu obětí, podle jiných odhadů až 1 nebo 2 miliony (převážně civilistů, včetně poprav a hladu).

## Charakteristika
Ve válce se z nepřehledného společenského a politického spektra španělské společnosti vyprofilovaly dvě strany: převážně levicoví republikáni bojující na straně oficiální vlády druhé Španělské republiky (zejména socialisté, komunisté, trockisté a anarchisté, baskičtí a katalánští nacionalisté) a pravicoví povstalci (fašisté, španělští nacionalisté, křesťanští demokraté a roajalisté), kteří byli později nazýváni frankisté podle generála Francisca Franca, který se v průběhu války vyprofiloval v hlavního povstaleckého vůdce.
Ačkoliv Společnost národů hájila politiku nezasahování a vyhlásila i zbrojní embargo, do konfliktu na obou stranách významně zasáhly zahraniční síly. Na straně frankistů to od prvopočátku konfliktu byly Německo a Itálie, na straně republikánů pak od října 1936 SSSR a Mexiko. Mimo to na straně republikánů působily i dobrovolnické jednotky z dalších států – interbrigády.
Válka skončila jasným vítězstvím lépe organizovaných frankistů, po němž následovalo důkladné „očištění“ španělské společnosti od všeho „rudého“ nebo připomínajícího druhou republiku, což zahrnovalo především odbory a politické strany. Byla zničena či znepřístupněna řada archivů, nepohodlní jedinci byli často uvězněni, nuceni odejít do exilu či zavražděni. Množství obětí je sporné; odhady se obecně pohybují mezi půl milionem a milionem mrtvých. Velká část těchto obětí nebyla výsledkem válečných střetů, ale hromadných poprav prováděných oběma stranami (často čistě na základě ideologické nebo třídní příslušnosti).
Přestože válka trvala jen necelé tři roky, poznamenala Španělsko na velmi dlouhou dobu a jeho ekonomika se vzpamatovávala ještě mnoho let. Ovlivnila politiku a veřejné mínění daleko za hranicemi Španělska a zažehla vášně mezi intelektuály a politickými spolky. Republikánští stoupenci ji označovali za zápas mezi „tyranií a demokracií“, nebo „fašismem a svobodou“, a mnoho levicových idealistů třicátých let vstoupilo k interbrigadistům. Frankovi stoupenci zase tuto válku vnímali jako boj mezi „rudými hordami“ a „křesťanskou civilizací“.
Válka měla velký význam také pro vývoj počáteční fáze druhé světové války, protože jak síly Osy, tak Sovětský svaz si v ní vyzkoušely svoji techniku a bojové doktríny a získaným zkušenostem přizpůsobily výcvik vojáků a zbrojní programy.

## Historie války

### Průběh války

#### Situace před válkou
V prvních všeobecných volbách ve Španělsku (19. listopadu 1933) zvítězily pravicové strany, které utvořily středo-pravou koalici (Alejandro Lerroux). Do této koalice vstoupila v říjnu 1934 po prohraných komunálních volbách katolická strana Confederación Española de Derechas Autónomas (CEDA), což zvýšilo tehdejší napětí. Vnitřní rozpory vládních stran vedly k omezené schopnosti podniknout akci nebo učinit rozhodnutí. Koncem roku vyzvaly levicové strany ke generální stávce, ze které vzešla hornická vzpoura tzv. Španělská revoluce z 1934, která byla na rozkaz ministra obrany Diega Hidalga vojensky potlačena generálem Lópezem Ochoou a legionáři, kterým velel podplukovník Juan Yagüe.
V letech 1934–1936 došlo k výrazné radikalizaci venkova, docházelo ke značnému množství stávek. Při těchto akcích běžně docházelo k násilí a úmrtím. Po několika vládních krizích byly na 16. února 1936 vypsány volby, které přinesly velký úspěch levici sdružené do Lidové fronty (47,03%; pravice 46,48%, střed 5,27%). Vládu sestavil vůdce levého křídla republikánské strany Manuel Azaña, tato vláda však byla nestabilní a byla terčem kritiky jak extrémní pravice, tak levice. Manuel Azaña se rozhodl napjatému stavu čelit rázným vystupováním proti fašistickým, národně syndikalistickým a konzervativním organizacím a nechal zatknout přes tisíc lidí, mezi nimi i vysoké důstojníky. Dne 14. března 1936 byla zakázána Falanga a v následujících dnech zatčeno i její vedení včetně José Antonia Primo de Rivery. Tato akce však násilnosti v ulicích spíše zvýšila. Do této situace se parlament ovládaný pravicí[zdroj?] rozhodl odvolat prezidenta Nicetu Alcalá-Zamoru, ten se pokusil rozpustit parlament, ale jelikož jeho pokus byl chápán jako zneužití pravomocí, byl 7. dubna odvolán. Prezidentské volby byly vypsány na 26. dubna, ale pravice v nich na protest proti vládě nepostavila svého kandidáta.
Během tohoto období stoupalo napětí a podle oficiálních zdrojů bylo 330 lidí zavražděno a 1511 zraněno v rámci politického násilí, došlo ke 113 generálním stávkám, zničení 160 kostelů a klášterů. Byli vražděni kněží a řeholní sestry. Dne 12. července byl zavražděn nadporučík „Útočných stráží“ a člen Socialistické strany José Castillo. Následující den skupina důstojníků „Útočných stráží“ v rámci odvety zavraždila vůdce monarchistů José Calvo Sotela.

#### Začátek války

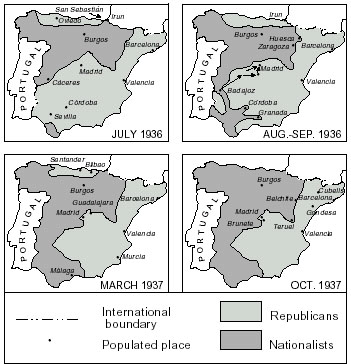
Postup fronty v období od července 1936 do října 1937

Dne 17. července 1936 vypuklo ve Španělském Maroku povstání, které je považováno za začátek této občanské války. Do čela povstání se postavili generálové Manuel Goded y Llopis, Francisco Franco, Emilio Mola, Gonzalo Queipo de Llano a José Sanjurjo. Hlavním vůdcem vzpoury byl generál Sanjurjo. Povstalci obsadili strategická místa ve Španělském Maroku, potlačili stávku dělníků a 18. července se povstání rozšířilo do Španělska. K povstalcům se připojila španělská Africká armáda, složená z elitní Španělské Legie a z marockých koloniálních jednotek Regulares. Povstalci se mohli opřít o velkou civilní podporu, proto doufali, že se jim brzy podaří získat kontrolu nad ekonomicky důležitými oblastmi (20. července již kontrolovali Kanárské ostrovy, Baleáry a 23 významných měst jako je Pamplona, Cádiz, Córdoba a Zaragoza).
Vláda Santiaga Casarese Quirogy na tuto situaci nebyla schopna reagovat a 19. července odstoupila. Ještě téhož dne sestavil vládu Diego Martinez Barrio, který ale odmítl dát zbraně demonstrujícím dělníkům, tento požadavek splnila 20. července nová vláda, kterou už vedl republikán José Giralo y Pereira. Ten vyzbrojil dělnické milice a rozpustil armádu, a tak nastal jeden z prvních obratů v této válce. Tohoto dne také zahynul při letecké nehodě vůdce nacionalistů Sanjurjo.

#### Od ozbrojení lidu (20. července 1936) do obležení Madridu (listopad 1936)

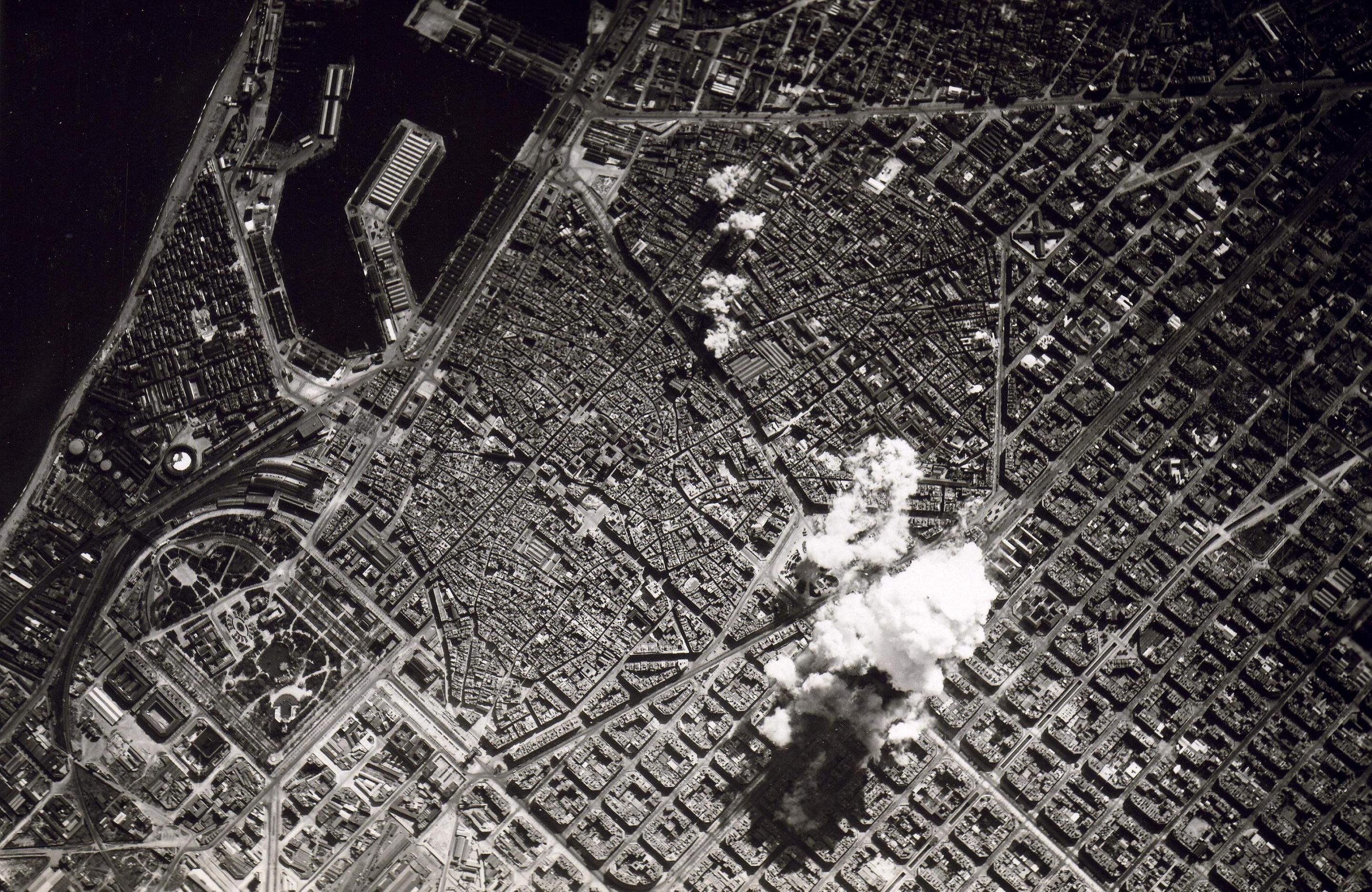
Bombardování Barcelony v roce 1938 (záběr z italského letadla)

Na počátku války docházelo na obou stranách k absolutnímu ignorování jakýchkoli konvencí, prakticky hned na počátku války bylo dle odhadů povražděno přes 50 000 lidí. Zpravidla se jednalo o civilisty, kteří byli na „špatné straně“. Počty popravených byly pravděpodobně srovnatelné na obou stranách. Tyto popravy byly nazývány paseos (paseo = „procházka“, „projížďka“) a probíhaly tak, že za město byli odvezeni lidé, které pak ozbrojení příslušníci postříleli. Mezi případy takového vraždění patří např. zastřelení básníka a dramatika Federika Garcíi Lorky frankisty nebo vyvraždění osazenstva barbasterského semináře republikány.
Rozdání zbraní se ukázalo jako rozhodný krok, jak čelit povstání. Hlavním problémem povstalců byla nemožnost přepravy vojska ze španělského Maroka do Španělska (námořní síly zůstaly loajální vůči republice), tento problém jim pomohlo vyřešit Německo a Itálie, když 30. července letecky přepravily vojsko a cizineckou legii z Tetuánu do Španělska. Povstalci též nacházeli podporu v sousedním Portugalsku, kde byl u moci režim Antónia Salazara. Pomoc frankistům byla prováděna tajně, avšak tyto dodávky zbraní se nepodařilo utajit zvláště poté, co německá bojová letadla přistála na území ovládané republikánskou vládou. Tato vláda požádala dne 20. července 1936 o dodávky zbraní Francii, se kterou mělo Španělsko uzavřeno smlouvu. Francouzský socialistický premiér León Blum nejprve pomoc slíbil, avšak na nátlak francouzských pravicových stran a na nátlak Velké Británie tuto pomoc odvolal. Místo toho se snažil dotlačit Německo a Itálii k podpisu smlouvy, která zakazovala dodávky zbraní do Španělska. I přes podpis těchto smluv však pokračovaly i nadále dodávky německých a italských zbraní povstalcům. 24. července 1936 vytvořili nacionalisté „vládu v Burgosu“, která zahájila nový útok. Úspěšný postup těchto vojsk vyvolal dne 4. září pád Giralovy republikánské vlády, kterou nahradila vláda lidové fronty, složená především ze socialistů a komunistů (premiér Francisco Largo Caballero), fungování této vlády bylo velmi problematické, protože uvnitř vlády neexistovala shoda na dalším postupu. Přesto se tato vláda nakonec odhodlala k razantním krokům – 1. října poskytla autonomii Baskicku, 7. října vyvlastnila půdu velkostatkářům a začala ji rozdávat malým rolníkům a konečně 10. října spojila republikánskou armádu s milicemi.
Dne 14. září dobyla armáda povstalců San Sebastián a na hlavní frontě pak 27. září dobyly Frankovy jednotky Toledo, přičemž osvobodily i obránce toledského Alcázaru, kteří se později stali jednou z legend frankistického režimu. Tímto krokem si povstalci otevřeli cestu na Madrid, který v listopadu 1936 oblehli.
Na rozdíl od lidové fronty se frankisté politicky stabilizovali a dne 29. září přijal Francisco Franco moc od Výboru národní obrany v Salamance a o dva dny později (1. října) obdržel titul generalissimus, čímž se stal faktickým vládcem povstalci kontrolovaných území a nejvyšším vojenským velitelem.
Neutralita a zbrojní embargo již v této době byly porušovány zcela běžně, ve Španělsku operovala německá Legie Condor a italské jednotky Corpo Truppe Volontarie (CTV) bojující na straně generála Franca. 6. října vydal Sovětský svaz protest proti porušování embarga na dovoz zbraní do španělským frankistickým povstalcům a od 12. října začal dodávat republikánské vládě zbraně, které byly placeny zlatem ze španělských zlatých rezerv. Na straně republikánů bojovali tzv. interbrigadisté, což byli antifašističtí levicoví dobrovolníci ze 17 států.

#### Od obležení Madridu (listopad 1936) do dobytí Gijónu (21. října 1937)

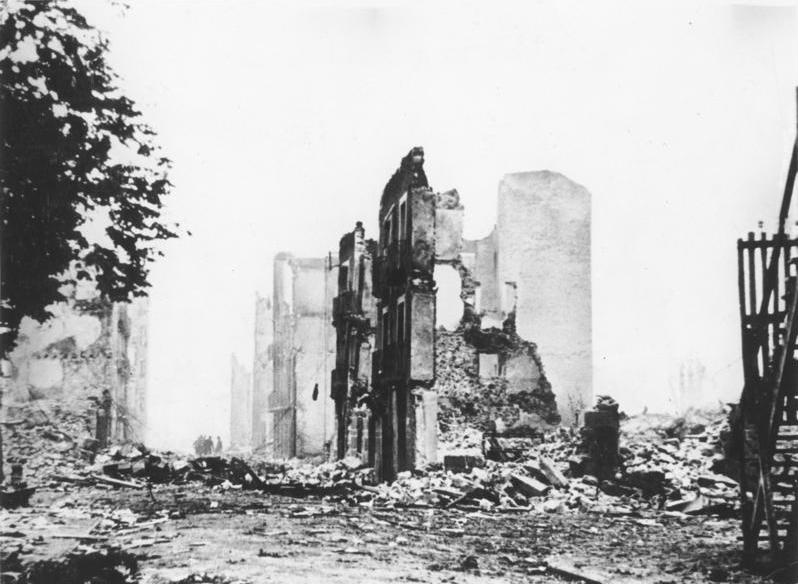
Ruiny Guerniky vybombardované německým letectvem

Dne 7. listopadu se Frankovy oddíly dostaly k Madridu, republikáni přeložili sídlo vlády do Valencie. Dne 20. listopadu popravili republikáni José Antonia Primo de Riveru. Při obraně Madridu se nejvíce vyznamenali interbrigadisté, především díky jejich odhodlání skončilo toto obléhání neúspěšně a 15. ledna 1937 se frankistické oddíly musely stáhnout. O další (opět neúspěšnou) ofenzívu na Madrid se Franco pokusil v únoru.
Dne 8. února dobyli po velké bitvě frankisté Málagu, v průběhu března zahájili ofenzivu severně od Madridu, ta však nepřenesla boje k Madridu. V dubnu vyvinuli frankisté vyšší aktivitu v Baskicku, kde 28. dubna dobyli Guerniku, která byla dva dny před tím vybombardována německými letadly.
Ve světě mezitím (21. února) nabyl účinnosti zákaz Ligy národů vměšovat se a poskytovat Španělsku dobrovolníky, od tohoto okamžiku Společnost národů vyvíjela velmi silný tlak na odchod dobrovolníků. Tento krok by více postihl republikány, neboť v jejich řadách (dle odhadů) bojovalo asi 35 000 interbrigadistů, na straně druhé to bylo minimálně 20 000 mužů. V tomto období vydal papež Pius XI. i dvě velmi důležité encykliky, a to Mit brennender Sorge (14. března), kde odsoudil nacismus, a Divini redemptoris (21. března), v níž odsoudil komunismus a výslovně upozornil na kruté pronásledování a vraždění katolíků a duchovních španělskými republikány. Tyto události nepřímo ovlivnily španělské politické smýšlení.

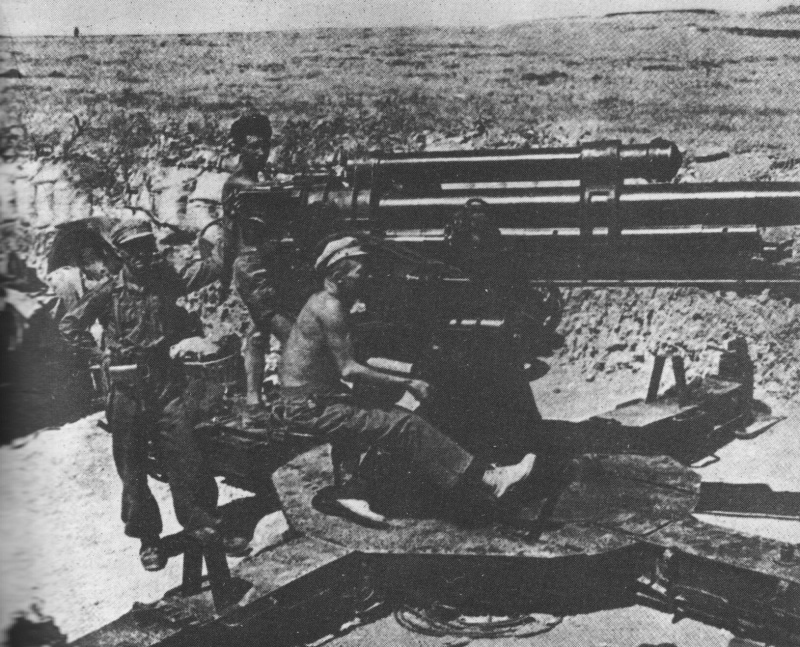
Československá protiletadlová baterie Klement Gottwald

V květnu se situace ještě zkomplikovala vnitrorepublikánskými střety. Jejich největší gradaci představovaly májové nepokoje v Barceloně, které započaly tím, že se převážně komunistické oddíly pokusily násilím obsadit důležitá stanoviště anarchistů a POUM, což vyústilo v několik ozbrojených střetů. Socialisté a komunisté akci označili za anarchistický puč a reagovali odchodem z vlády, která tímto krokem padla (15. května). Republikáni sestavili novou vládu, kterou vedl socialista Juan Negrín. Tato vláda se pokusila o zásadní kroky, které měly posílit hospodářskou situaci republikánů, dále se pokusila o některé změny v armádě (do těchto změn výrazně zasahovali sovětští poradci). Dne 18. května republikáni porazili frankisty v bitvě u Guadalajary. Po této bitvě si Franco uvědomil, že není schopen ani dobýt Madrid, ani přerušit jeho spojení s Valencií, a proto zaútočil na severu.
Republikáni vítězství u Guadalajary nedokázali nijak významněji využít a zcela prosovětský Juan Negrín nastolil diktaturu sovětského typu a zahájil čistky. Dne 14. července byly pozatýkáni členové vedení POUMu, v červenci se republikáni ještě pokusili o silnou protiofenzivu, která však nakonec ztroskotala.
Franco zatím na severu dobyl Bilbao (19. června) a 15. srpna zahájil ofenzívu. 25. srpna dobyl Santander, ale již 27. srpna byl odražen u Aragonu. Republikánská protiofenziva však nepřinesla žádné výsledky a po dobytí Gijónu (21. října) se republikánská severní fronta zcela zhroutila, poté se (30. října) republikánská vláda přesunula do Barcelony.
Tyto úspěchy, spolu s krutým pronásledováním katolíků a masovým vražděním duchovních na velké části republikánského území, vedly k tomu, že 28. srpna Vatikán uznal Franca jako legitimního představitele Španělska.

#### Od dobytí Gijónu (21. října 1937) do konce války (1. dubna 1939)

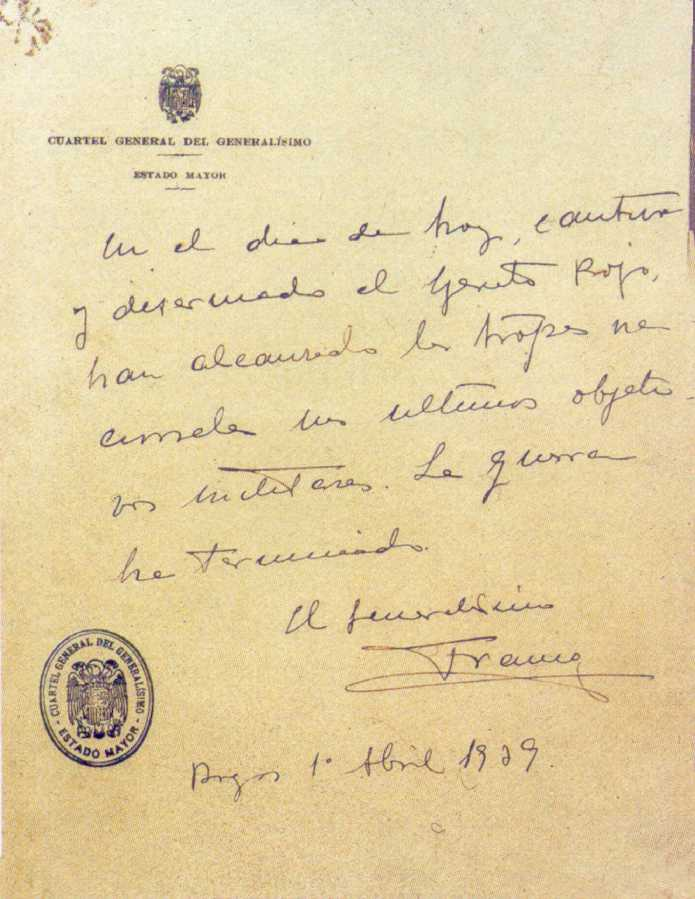
Listina, která ukončila španělskou občanskou válku

Po dobytí Gijónu došlo na obou stranách k přeskupování sil, ale již 5. prosince 1937 zahájila republikánská vojska protiofenzívu, na kterou frankisté bojově výrazně nereagovali a ustoupili, dne 21. prosince republikáni dobyli Teruel v Aragonii, toto důležité město však ztratili již 15. února 1938 v bitvě o Teruel. Tato bitva měla mimořádný dopad, neboť frankisté se přiblížili svému cíli rozdělit republikánské území na dvě části. V době relativního klidu vytvořil v Burgosu 1. února generál Franco vojensko-civilní vládu.
6. března dosáhli republikáni posledního velkého úspěchu ve válce, když jejich loďstvo zvítězilo v noční bitvě u mysu Palos. Na vývoj války to však již prakticky nemělo vliv. Úspěchem frankistů bylo bombardování Barcelony, ke kterému došlo 16. března. Při dalším postupu pronikli frankisté až k řece Ebro, čímž se jim podařilo dostat k Středozemnímu moři a rozdělit republikánské území na dvě části. Republikánská vláda se pokusila v květnu dojednat mír, ale jelikož Franco požadoval bezpodmínečnou kapitulaci, nezbylo republikánům nic jiného, než se soustředit na Bitvu o Ebro. Republikáni a SSSR se pokusili 13. května přednést Radě Společnosti národů návrh na ukončení politiky nezasahování, tento návrh byl odmítnut a 28. července byl dohodnut odchod interbrigád ze Španělska.
Od 24. července do 26. listopadu se republikáni pokoušeli udržet stav na řece Ebro, popř. dobýt ztracené území. Po vojenské stránce si vedli víceméně úspěšně, ale po podepsání mnichovské dohody (30. září 1938) ztratili poslední zbytky naděje na vytvoření antifašistické koalice, a tím se jejich morálka definitivně zhroutila. Jelikož si však uvědomovali nutnost udržet tuto řeku, byla bráněna ze všech sil. Dne 23. prosince zahájili frankisté mohutnou invazi na Katalánsko, které dobyli během dvou měsíců: Tarragona (14. ledna), Barcelona (26. ledna), Girona (5. února). 10. února byl zlomen poslední odpor v Katalánsku. Následkem toho 27. února vlády Anglie a Francie uznaly Frankův režim. Poté republikánům zůstal jen Madrid a několik pevností, 28. února se vzdala Valencie, poslední odpor byl zlomen 1. dubna.

## Účastníci konfliktu
Do občanské války byly postupně vtaženy všechny politické strany. Nacionalistická strana zahrnovala fašisty z Falangy, karlisty, monarchisty, španělské nacionalisty a větší část konzervativců. Jejich primární základnou byl venkov, především pak vlastníci půdy, obchodníci. Podporovala je i většina katolického duchovenstva i katolíků (mimo Baskicko), větší část armády (především vyšších důstojníků).
Na straně Republikánů bojovala většina liberálů, Baskové a Katalánští nacionalisté, socialisté, stalinističtí a trockističtí komunisté a anarchisté. Minoritní součástí republikánských sil byli takzvaní centristé, kteří podporovali demokracii. Mnohé z těchto stran však v rámci jednotlivých stran měly vlastní cíle, a tak docházelo i k bojům mezi spojeneckými stranami. Jejich primární základnou byla nižší střední třída, především z velkých měst, dále pak rolníci a intelektuálové.

## Reakce světa na válku

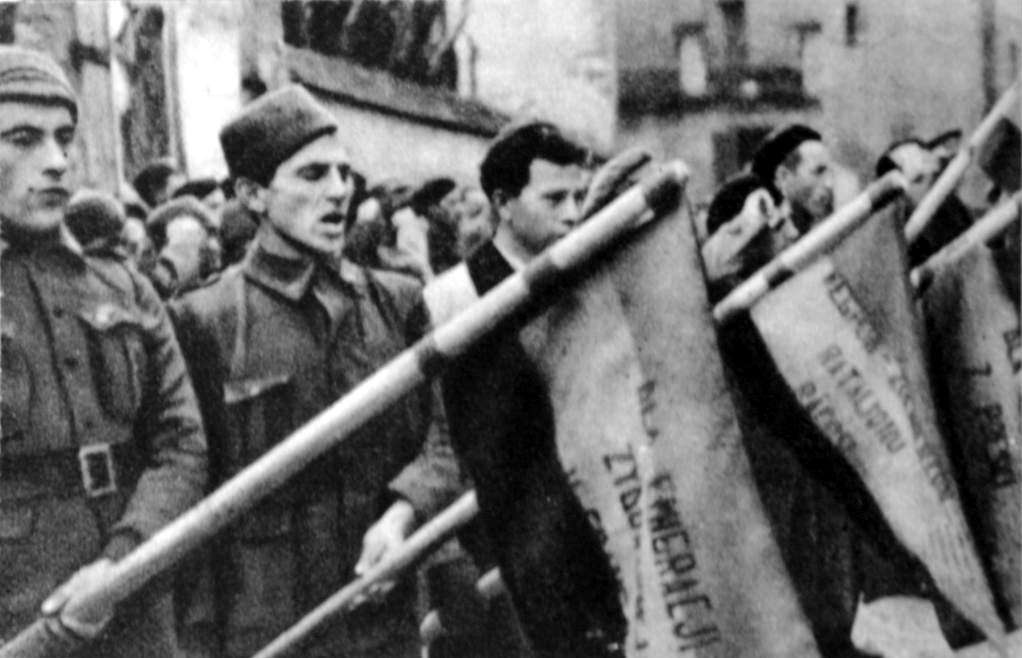
Republikánské oddíly složené z polských dobrovolníků, bojující pod jménem Jarosława Dąbrowského

Většina států se k situaci postavila politikou nevměšování, hlavním propagátorem této politiky byla od počátku války Velká Británie, přes původní pomoc republikánům tuto politiku velmi brzy přijala i Francie. Tyto dva státy prosadily tuto politiku jako celoevropský trend, navíc došlo k prosazení zbrojního embarga. Politika USA byla ovlivňována teorií izolacionismu, ale některé velké firmy obchodující s pohonnými hmotami daly najevo svůj postoj tím, že je neprodávaly republikánským vojskům.
Přes tuto politiku poskytlo frankistům nejen technickou, ale i vojenskou pomoc Německo a Itálie (Legie Condor a Corpo Truppe Volontarie). Mussoliniho Itálie vyslala na pomoc frankistům na 50 000 mužů. Dále mezi frankisty bojovali dobrovolníci z jiných států, ale počet dobrovolníků se zdaleka neblížil počtu dobrovolníků na straně republikánů.
Republikánům posílal technickou a vojenskou pomoc Sovětský svaz a Mexiko. Republikáni za tuto pomoc platili zlatými rezervami. Na stranu republikánů přišlo mnoho (asi 40 000) antifašistických dobrovolníků, kteří se organizovali do mezinárodních brigád – odtud výraz interbrigadisté. Někteří další dobrovolníci bojovali jako členové milicí CNT a POUM. Mezi nimi bylo asi 2 171 dobrovolníků z Československa. Patřili mezi ně František Kriegel, Artur London, Otto Šling, Josef Pavel, Osvald Závodský či Vendelín Opatrný. V roce 1996 španělský král Juan Carlos I. udělil žijícím českým interbrigadistům španělské občanství.

## Odraz španělské občanské války v umění

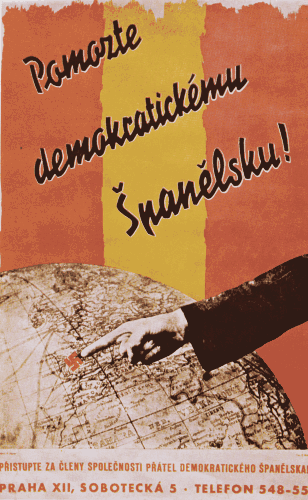
Propagační plakát z meziválečného Československa

Vzhledem k faktu, že mnoho významných osobností uměleckého života bojovalo ve Španělsku, především na straně republikánů, odrazila se tato válka velmi výrazně ve světovém umění, především v literatuře. Pro část spisovatelů, kteří přežili svoji činnost v interbrigádách, to znamenalo rozchod s jejich ideály. Mezi nejslavnější cizince, kteří bojovali na republikánské straně, patřili Ernest Hemingway a George Orwell. Orwella jeho činnost zde nakonec inspirovala k napsání jeho tří nejslavnějších knih Hold Katalánsku, Farma zvířat a 1984. V Hemingwayově tvorbě se tato válka odrazila především v románu Komu zvoní hrana a dramatu Pátá kolona. Třetí část autobiografické trilogie Moment války od Laurie Lee je také založena na jeho civilních válečných zážitcích, ačkoli správnost některých jeho vzpomínek je velmi sporná. Vedle mnoha španělských básníků věnoval knihu veršů obráncům republikánského Španělska například Chilan Pablo Neruda (sbírka Španělsko v srdci). 
Přes většinově levicový postoj uměleckého světa lze najít slavné dobrovolníky či sympatizanty i na Frankově straně (např. Ezra Pound, Gertrude Steinová a Evelyn Waugh). Válka se také projevila v malířském díle Pabla Picassa, který zobrazil jeden z nejhorších okamžiků této občanské války, bombardování Guerniky. V roce 1938 napsal Karel Čapek divadelní hru Matka, jejíž děj je přímo inspirován událostmi této války.

### Filmy o válce
- Země a svoboda (1995), režie: Ken Loach
- Libertarias (Anarchistky, 1996), režie: Vicente Aranda.
- Hlava v oblacích (2004), režie: John Duigan
- Gernika (2016), režie: Koldo Serra
- Mientras dure la guerra („Než skončí válka“, 2019), režie: Alejandro Amenábar

## Sociální revoluce, příčiny porážky republikánů
Přes masivní podporu evropské levice, zejména ze Sovětského svazu, došlo k porážce republikánů. Příčinou porážky byla především vlastní roztříštěnost republikánského tábora, který zahrnoval prakticky všechny centristické a levicové politické síly, včetně odborových organizací UGT a CNT. Obzvláště spory mezi komunisty a anarchisty stály v cestě politické a vojenské jednotě republikánů.
Především v anarchisty kontrolovaných oblastech (Aragon a Katalánsko) došlo k obrovské sociální revoluci, při které došlo ke kolektivizaci půdy a průmyslu. S touto revolucí nesouhlasili ani sovětští komunisté ani demokratičtí republikáni. Poté, kdy republikáni porazili anarchisty, byli anarchisté začleněni do oficiální republikánské armády a POUM byla zakázána jako údajný „nástroj fašistů“ – takto POUM označili komunisté řízení Kominternou.
Při květnových bojích v roce 1937 se mnoho set, možná i tisíc republikánských vojáků vzájemně postřílelo při bojích o kontrolu nad Barcelonou. Na jaře 1939 pak dlouhodobé napětí na republikánské straně, které ještě posílily spory o to, zda je lepší vyjednávat, bezpodmínečně se vzdát, či bojovat dál, vyústilo v povstání a boje v samotném Madridu. Probíhaly mezi demokraticky a částečně i anarchisticky orientovanými republikány na straně jedné a komunisty a radikálními socialisty na straně druhé a skončily porážkou komunistické strany.

## Osobnosti války

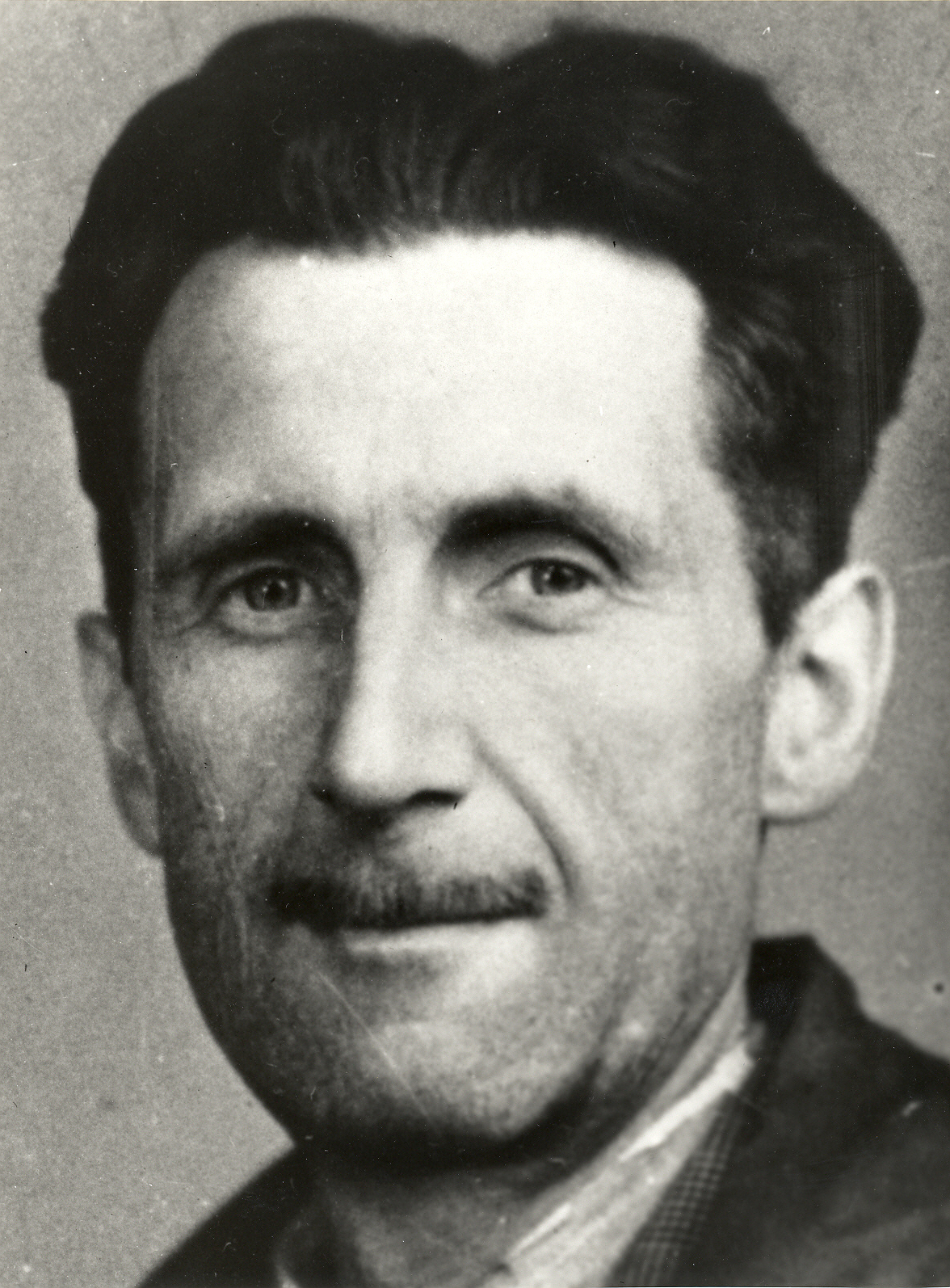
George Orwell bojoval v řadách ozbrojených složek POUM, španělské antistalinistické komunistické strany

Republikáni
- Bert Acosta
- Manuel Azaña
- Joaquín Arderíus
- Georges Bernanos
- Norman Bethune
- Antonio Buero Vallejo
- Luis Buñuel
- Pablo Casals
- John Dos Passos
- Buenaventura Durruti
- Ilja Grigorjevič Erenburg
- Pedro García Cabrera
- Federico García Lorca
- José Giral Pereira
- Valentín González
- Ernest Hemingway
- Miguel Hernández
- Karel Holubec
- Dolores Ibárruri
- Bedřich Kisch
- Egon Erwin Kisch
- Arthur Koestler
- Samuel Krafsur
- František Kriegel
- Francisco Largo Caballero
- Laurie Lee
- Enrique Líster
- Artur London
- André Malraux
- Diego Martínez Barrio
- Carl Marzani
- José Miaja
- Erich Mielke
- Robert Talbott Miller III.
- Juan Modesto
- Sail Mohamed
- Juan Negrín
- Pablo Neruda
- George Orwell
- Helena Petránková
- Kim Philby
- Pablo Picasso
- Koča Popović
- Suceso Portales
- Indalecio Prieto
- Vicente Rojo Lluch
- Francisco Sabaté Llopart
- Mehmet Shehu
- Eddie August Schneider
- Henri Rol-Tanguy
- Frank Glasgow Tinker
- Miguel de Unamuno
- Vlasta Veselá

Nacionalisté
- José Millán Astray
- Pio Baroja
- Miguel Cabanellas
- Roy Campbell
- Luis Carrero Blanco
- Camilo José Cela
- Juan de la Cierva
- Salvador Dalí
- Fidel Dávila
- Francisco Franco
- Manuel Machado
- Emilio Mola
- José Ortega y Gasset
- José Antonio Primo de Rivera
- Gonzalo Queipo de Llano
- José Sanjurjo
- Juan Yagüe
- Rafael García Valino
- José Enrique Varela

## Politické strany a organizace

### Lidová fronta
Lidová fronta byla volební uskupení pro volby v roce 1936, které tvořila řada levicových a středových stran. Toto uskupení volby vyhrálo, ale jejich další spolupráce byla velmi obtížná.
- UR (Unión Republicana – Republikánský svaz ): Vedl je Diego Martínez Barrio a vznikl v roce 1934 z členů PRR, kteří odstoupili na protest proti tomu, že se Alejandro Lerroux koaličně spojil s CEDA. Podporu měl především v kvalifikovaných profesích.
- IR (Izquierda Republicana – Leví republikáni): Vedl ji bývalý premiér Manuel Azaña poté, co se jeho Acción Republicana spojila se stranou Santiago Casares Quiroga PRRS (Partido Republicano Radical Socialista, Radikální socialistická republikánská strana). Jejich členská základna se rekrutovala z kvalifikovaných pracovních sil, malých obchodníků a státního úřednictva. Azaña vedl Lidovou frontu a stal se prezidentem Španělska. IR tvořila největší stranu první vlády po vítězných volbách.
- ERC (Esquerra Republicana de Catalunya – Republikánská separatistická strana Katalánska): Katalánská frakce Azañových republikánů, vedl ji Lluís Companys.
- PSOE (Partido Socialista Obrero Español – (Španělská socialistická dělnická strana): Tato strana vznikla v roce 1879, v komunálních volbách v roce 1931 se dohodl s Acción Republicana a jejich přesvědčivé vítězství vedlo k abdikaci krále a vytvoření druhé republiky. Tyto dvě strany vyhrály následující všeobecné volby, ale PSOE opustila v roce 1933 koalici. V období občanské války byla PSOE rozdělena mezi pravé křídlo Indalecia Prieta, středovou frakci Juana Negrína (spolupracující s komunisty, levice měla blíže k POUM a anarchistům), a levé křídlo Larga Caballera. Voličskou základnou byli především dělníci.
- UGT (Unión General de Trabajadores – Všeobecný svaz pracujících): Socialistická strana, UGT byl formálně spojený s PSOE.
- Federacion de Juventudes Socialistas (Federace mladých socialistů)
- PSUC (Partit Socialista Unificat de Catalunya – Katalánská sjednocená socialistická strana): Aliance různých socialistických stran v Katalánsku.
- JSU (Juventudes Socialistas Unificadas – Sjednocení socialistické mládeže): Militantní mládežnická skupina sestavená spojením socialistických a komunistických spolků mládeže. Jejím vůdcem byl Santiago Carrillo
- PCE (Partido Comunista de España – Komunistická strana Španělska): Vůdcem byl José Díaz byla to poměrně malá strana, ale pro význam sovětské podpory nebyla nevýznamná.
- POUM (Partido Obrero de Unificación Marxista – Dělnické strana marxistického sjednocení): Strana, kterou vytvořili bývalí trockisté a leví komunisté (antistalinisté) z BOC (Bloc Obrer i Camperol, Bloque Obrero y Campesino, Blok dělníků a rolníků) roku 1935 (Andreu Nin, Joaquín Maurín).
- JCI (Juventud Comunista Ibérica – Iberijští mladí komunisté): jednalo se o mládežnické hnutí POUM.
- PS (Partido Sindicalista – Syndikalistická strana)

### Zastánci Lidové fronty
- Unión Militar Republicana Antifascista (Republikánská antifašistická vojenská unie): Vytvořený vojenskými důstojníky jako protiklad Unión Militar Española.
- CNT (Confederación Nacional del Trabajo – Národní konfederace práce): Konfederace anarchosyndikalistických odborů.
- FAI (Federación Anarquista Ibérica – Iberská anarchistická federace): Federace anarchistických skupin, jejíž členové byli velmi aktivní v republikánských milicích.
- AIT (Asociación Internacional de los Trabajadores Mezinárodní asociace pracujících)
- Mujeres Libres (Svobodné ženy): Anarchofeministická organizace.
- FIJL (Federación Ibérica de Juventudes Libertarias – Iberská federace anarchistické mládeže)
- SRI (Socorro Rojo Internacional – Mezinárodní rudá pomoc): Organizace založená Kominternou, republikánům poskytovala značnou pomoc.

#### Baskičtí separatisté
- PNV (Partido Nacionalista Vasco – Baskická nacionalistická strana): Katolická konzervativní strana, kterou vedl José Antonio Aguirre, který propagoval větší autonomii nebo nezávislost pro Basky. Podporoval vládu Lidové fronty jak před válkou tak během ní.
- ANV (Acción Nacionalista Vasca – Baskická nacionalistická akce): Socialistická strana, která propagovala nezávislost pro Baskicko.
- STV (Solidaridad de Trabajadores Vascos – Solidarita baskických pracujících)

### Nacionalisté
- Unión Militar Española (Španělská vojenská unie) – konzervativní politická organizace důstojníků v ozbrojených sílách, přímí kritici Druhé republiky, podporovali Francisca Franca. Vznikla v roce 1934, a navázala styky s fašistickou Itálií. Po volebním vítězství Lidové fronty začala připravovat vojenský převrat ve spolupráci s monarchistickými a fašistickými skupinami ve Španělsku.
- Alfonsine Monarchista (Alfonsovi monarchisté) – podporovali návrat Alfonse XIII. Členskou základnu tvořili armádní důstojníci, aristokraté a vlastníci, nezískali podporu veřejnosti.
- Renovación Española (Španělský návrat) – hlavní politická strana podporující návrat krále.
- Acción Española (Španělská akce) – fašistická strana, vedl ji Jose Calvo Sotelo, vznikla v roce 1933.
- Bloque Nacional (Národní blok) – militantní hnutí, které založil Jose Calvo Sotelo.
- Karlističtí Monarchisté – podporovali požadavek na španělský trůn, který vznesl Alfonso Carlos I de Borbón y Austria-Este. Po jeho smrti došlo k rozštěpení.
- Comunión Tradicionalista (Tradicionalistické spojení) – Karlistická politická strana
  - Requetés (Dobrovolníci) – milice.
  - Pelayos — militantní mládežnické hnutí, pojmenované podle Pelaya z Asturie.
  - Margaritas — ženské hnutí pojmenované podle Margarity de Borbón-Parma, manželky karlistického uchazeče o trůn Charlse VII. španělského (1868–1909).
- Falange (Falanga):
  - FE (Falange Española de las JONS) vytvořena sloučením dvou fašistických organizací, falangy, kterou založil v roce 1933 José Antonio Primo de Rivera a Falangou, kterou založil v roce 1931, a Ramiro Ledesma – Junty de Ofensiva Nacional-Sindicalista (Národně-syndikalistická junta útoku). Falanga se stala masivním hnutím v roce 1936 porážkou PRR a CEDA ve volbách.
  - OJE (Organización Juvenil Española) – militantní mládežnického hnutí.
  - Sección Femenina (Ženská sekce) – ženské hnutí.
- Falange Española Tradicionalista y de las JONS – vznikla sloučením FE a karlistické strany — spolupracovala s generálem Francem.